# Potensmængde
Potensmængden (eng. power set) af en given mængde S består af alle delmængder af S og betegnes ofte {\displaystyle {\mathcal {P}}(S)}, P(S) eller 2S. I aksiomatisk mængdelære (dvs. mængdelæren udviklet med ZFC-aksiomerne), postuleres eksistensen af potensmængden i potensmængdeaksiomet.

## Eksempel på en potensmængde
Hvis S er mængden {1,2,3}, da vil potensmængden være:

P(S) = {∅,{1},{2},{3},{1,2},{1,3},{2,3},{1,2,3}}

## Egenskaber
Er mængden S endelig med n elementer, vil potensmængden P(S) have 2n elementer. Cantors diagonalargument viser, at potensmængden af en mængde (om denne er endelig eller ej), vil have strengt større kardinalitet end mængden selv. For eksempel vil potensmængden af de naturlige tal (eller en hvilken som helst anden tællelig uendelig mængde) have samme kardinalitet som de reelle tal (se også kontinuumhypotesen).
Potensmængden af en mængde S kan sammen med operationerne foreningsmængde, fællesmængde og komplementærmængde ses som et prototypisk eksempel på en boolsk algebra. Det kan vises, at enhver endelig boolsk algebra er isomorf på den boolske algebra af potensmængden af en endelig mængde. Dette gælder ikke nødvendigvis for uendelige boolske algebraer, men enhver uendelig boolsk algebra er en delalgebra af en potensmængde-boolsk algebra.
Potensmængden af en mængde S danner en abelsk gruppe med symmetrisk differens som gruppeoperator (med den tomme mængde som det neutrale element og hver mængde som sin egen inverse), og en kommutativ semigruppe med fællesmængde som operator. Det kan derfor vises, at potensmængden sammen med begge disse operationer danner en kommutativ ring.
| Matematik | Spire Denne artikel om matematik er en spire som bør udbygges. Du er velkommen til at hjælpe Wikipedia ved at udvide den. |